# Thaumatodon multilamellata
Thaumatodon multilamellata là một loài minute air-breathing land snail, a terrestrial pulmonate gastropoda Mollusca trong họ Endodontidae.
This species was found only in the Cook Islands. It now appears to be extinct.